# BuzzFeed
BuzzFeed, Inc – amerykańskie przedsiębiorstwo zajmujące się mediami społecznościowymi, wiadomościami i rozrywką działające w Nowym Jorku. BuzzFeed zostało założone w 2006 roku przez Jonah Peretti i Johna S. Johnsona III, i miało na celu śledzenie popularnych treści w internecie. Współzałożyciel i prezes The Huffington Post Kenneth Lerer, początkowo współzałożyciel i inwestor w BuzzFeed, obecnie jest prezesem wykonawczym.
Pierwotnie znana z quizów internetowych i artykułów popkulturowych, firma rozrosła się do rangi globalnej  firmy medialnej i technologicznej, zajmującej się różnymi tematami, w tym polityką, majsterkowaniem, zwierzętami i biznesem. Pod koniec 2011 roku BuzzFeed zatrudniło Bena Smitha z Politico jako redaktora naczelnego, aby rozszerzyć witrynę o poważne dziennikarstwo i reportaże. Po latach inwestowania w dziennikarstwo śledcze, do 2018 r. BuzzFeed News zdobyło National Magazine Award i George Polk Award, a także było finalistą nagrody Pulitzera i nagrody Michaela Kelly’ego.
Pomimo rozpoczęcia poważnego dziennikarstwa przez BuzzFeed, badanie Pew Research Center z 2014 r. wykazało, że w Stanach Zjednoczonych BuzzFeed było postrzegane jako niewiarygodne źródło przez większość respondentów, niezależnie od wieku i przynależności politycznej. BuzzFeed News od tego czasu przeniosło się na własną domenę i przestał funkcjonować jako sekcja głównego serwisu BuzzFeed.
W czwartek 20 kwietnia 2023 r. firma poinformowała, że jej dział informacyjny BuzzFeed News zostanie zamknięty. Jest to wynik zmiany strategii biznesowej firmy oraz zmian na rynku cyfrowym.